# Athlétisme aux Jeux du Commonwealth britannique de 1970
Navigation
Les épreuves d'athlétisme des Jeux du Commonwealth britannique de 1970 se déroulent, du 17 au 25 juillet 1970, au Stade Meadowbank d'Édimbourg, en Écosse.

## Faits marquants
- Le pentathlon féminin fait sa première apparition dans ces jeux.
- Les épreuves sont en mètres, et plus en yards ou en mile.

## Résultats

### Hommes
| Épreuves                      | Or                                                                        | Argent                                                                                | Bronze                                                                          |
| ----------------------------- | ------------------------------------------------------------------------- | ------------------------------------------------------------------------------------- | ------------------------------------------------------------------------------- |
| 100 m Vent : +3,6 m/s         | Don Quarrie 10 s 24 (w)                                                   | Lennox Miller 10 s 32                                                                 | Hasely Crawford 10 s 33                                                         |
| 200 m Vent : +1,7 m/s         | Don Quarrie 20 s 56                                                       | Edwin Roberts 20 s 69                                                                 | Charles Asati 20 s 74                                                           |
| 400 m                         | Charles Asati 45 s 01                                                     | Ross Wilson 45 s 61                                                                   | Saimoni Tamani 45 s 82                                                          |
| 800 m                         | Robert Ouko 1 min 46 s 89                                                 | Benedict Cayenne 1 min 47 s 42                                                        | Bill Smart 1 min 47 s 43                                                        |
| 1 500 m                       | Kip Keino 3 min 36 s 68                                                   | Dick Quax 3 min 38 s 19                                                               | Brendan Foster 3 min 40 s 63                                                    |
| 5 000 m                       | Ian Stewart 13 min 22 s 85                                                | Ian McCafferty 13 min 23 s 34                                                         | Kip Keino 13 min 27 s 6                                                         |
| 10 000 m                      | Lachie Stewart 28 min 11 s 72                                             | Ron Clarke 28 min 13 s 45                                                             | Dick Taylor 28 min 15 s 35                                                      |
| Marathon                      | Ron Hill 2 h 09 min 28 s                                                  | Jim Alder 2 h 12 min 04 s                                                             | Don Faircloth 2 h 12 min 19 s                                                   |
| 3 000 m steeple               | Tony Manning 8 min 26 s 2                                                 | Ben Jipcho 8 min 29 s 6                                                               | Amos Biwott 8 min 30 s 8                                                        |
| 110 m haies (Vent : +2,9 m/s) | David Hemery 13 s 66 (w)                                                  | Mal Baird 13 s 86                                                                     | Godfrey Murray 14 s 02                                                          |
| 400 m haies                   | John Sherwood 50 s 03                                                     | Bill Koskei 50 s 15                                                                   | Charles Yego 50 s 19                                                            |
| 4 × 100 m                     | Jamaïque Carl Lawson Don Quarrie Errol Stewart Lennox Miller 39 s 46      | Ghana Edward Owusu George Kofi Daniels James Addy Michael Ahey 39 s 82                | Angleterre Brian Green Dave Dear Ian Green Martin Reynolds 40 s 05              |
| 4 × 400 m                     | Kenya Charles Asati Hezahiah Nyamau Julius Sang Robert Ouko 3 min 03 s 63 | Trinité-et-Tobago Benedict Cayenne Edwin Roberts Kent Bernard Mel Shing 3 min 05 s 49 | Angleterre John Sherwood Leonard Walters Martin Bilham Mark Hauck 3 min 05 s 53 |
| Saut en hauteur               | Lawrie Peckham 2,14 m                                                     | John Hawkins 2,12 m                                                                   | Sheikh Faye 2,10 m                                                              |
| Saut à la perche              | Michael Bull 5,10 m                                                       | Allan Kane 4,90 m                                                                     | Bob Raftis 4,90 m                                                               |
| Saut en longueur              | Lynn Davies 8,06 m (w)                                                    | Phillip May 7,94 m (w)                                                                | Alan Lerwill 7,94 m (w)                                                         |
| Triple saut                   | Phillip May 16,72 m                                                       | Mick McGrath 16,41 m                                                                  | Mohinder Gill 15,90 m                                                           |
| Lancer du poids               | Dave Steen 19,21 m                                                        | Jeffrey Teale 18,43 m                                                                 | Les Mills 18,40 m                                                               |
| Lancer du disque              | George Puce 59,02 m                                                       | Les Mills 57,84 m                                                                     | Bill Tancred 56,68 m                                                            |
| Lancer du marteau             | Howard Payne 67,80 m                                                      | Bruce Fraser 62,90 m                                                                  | Barry Williams 61,58 m                                                          |
| Lancer du javelot             | David Travis 79,50 m                                                      | John McSorley 76,74 m                                                                 | John Fitzsimons 73,20 m                                                         |
| Décathlon                     | Geoff Smith 7 492 pts                                                     | Peter Gabbett 7 469 pts                                                               | Barry King 7 201 pts                                                            |
| 20 miles marche               | Noel Freeman 2 h 33 min 33 s                                              | Robert Gardiner 2 h 35 min 55 s                                                       | Bill Sutherland 2 h 37 min 24 s                                                 |

### Femmes
| Épreuves                      | Or                                                                       | Argent                                                                   | Bronze                                                                   |
| ----------------------------- | ------------------------------------------------------------------------ | ------------------------------------------------------------------------ | ------------------------------------------------------------------------ |
| 100 m Vent : +5,3 m/s         | Raelene Boyle 11 s 26                                                    | Alice Annum 11 s 32                                                      | Marion Hoffman 11 s 36                                                   |
| 200 m Vent : +4,0 m/s         | Raelene Boyle 22 s 75                                                    | Alice Annum 22 s 86                                                      | Margaret Critchley 23 s 16                                               |
| 400 m                         | Marilyn Neufville 51 s 02                                                | Sandra Brown 53 s 66                                                     | Judith Ayaa 53 s 77                                                      |
| 800 m                         | Rosemary Wright 2 min 06 s 24                                            | Pat Cropper 2 min 06 s 27                                                | Cheryl Peasley 2 min 06 s 33                                             |
| 1 500 m                       | Rita Ridley 4 min 18 s 8                                                 | Joan Allison 4 min 19 s 0                                                | Thelma Wright 4 min 19 s 1                                               |
| 100 m haies (Vent : +4,0 m/s) | Pamela Ryan 13 s 27 (w)                                                  | Maureen Caird 13 s 73                                                    | Christine Bell 13 s 82                                                   |
| 4 × 100 m                     | Australie Jennifer Lamy Marion Hoffman Raelene Boyle Pamela Ryan 44 s 14 | Angleterre Anita Neil Madeleine Cobb Margaret Critchley Val Peat 44 s 28 | Canada Joan Hendry Joyce Ladowick Patti Loverock Stephanie Berto 44 s 68 |
| Saut en hauteur               | Debbie Brill 1,78 m                                                      | Ann Simmonds 1,70 m                                                      | Moira Walls 1,70 m                                                       |
| Saut en longueur              | Sheila Sherwood 6,73 m                                                   | Ann Simmonds 6,50 m                                                      | Joan Hendry 6,28 m                                                       |
| Lancer du poids               | Mary Peters 15,93 m                                                      | Barbara Beable 15,87 m                                                   | Jean Roberts 15,32 m                                                     |
| Lancer du disque              | Christie Payne 54,46 m                                                   | Jean Roberts 51,02 m                                                     | Carol Martin 48,42 m                                                     |
| Lancer du javelot             | Petra Rivers 52,00 m                                                     | Anne Farquhar 50,82 m                                                    | Jay Dahlgren 49,54 m                                                     |
| Pentathlon                    | Mary Peters 5 148 pts                                                    | Ann Simmonds 5 037 pts                                                   | Jennifer Meldrum 4 736 pts                                               |

## Tableau des médailles
| Rang | Nation            | Or | Argent | Bronze | Total |
| ---- | ----------------- | -- | ------ | ------ | ----- |
| 1    | Australie         | 10 | 9      | 3      | 22    |
| 2    | Angleterre        | 7  | 11     | 12     | 30    |
| 3    | Écosse            | 4  | 2      | 2      | 8     |
| 4    | Kenya             | 4  | 1      | 4      | 9     |
| 5    | Jamaïque          | 4  | 1      | 1      | 6     |
| 6    | Canada            | 3  | 2      | 8      | 13    |
| 7    | Irlande du Nord   | 3  | 0      | 0      | 3     |
| 8    | Pays-de-Galles    | 1  | 0      | 0      | 1     |
| 9    | Nouvelle-Zélande  | 0  | 3      | 1      | 4     |
| -    | Trinité-et-Tobago | 0  | 3      | 1      | 4     |
| 11   | Ghana             | 0  | 3      | 0      | 3     |
| 12   | Ouganda           | 0  | 1      | 1      | 2     |
| 13   | Gambie            | 0  | 0      | 1      | 1     |
| -    | Inde              | 0  | 0      | 1      | 1     |
| -    | Fidji             | 0  | 0      | 1      | 1     |

## Légende
Records et Performances
- AR : Record continental (area record)
- CR : Record des championnats (championship record)
- MR : Record du meeting (meet record)
- NR : Record national (national record)
- OR : Record olympique (olympic record)
- PR : Record paralympique (paralympic record)
- PB : Record personnel (personal best)
- SB : Meilleure performance personnelle de la saison (season's best)
- WL : Meilleure performance mondiale de l'année (world leader)
- WJR : Record du monde junior (world junior record)
- WR : Record du monde (world record)

Circonstances et Conditions
- DNF : N'a pas terminé (did not finish)
- DNS : N'a pas pris le départ (did not start)
- DQ : Disqualification (disqualification)
- NM : Aucun essai valable enregistré (No Mark)
- Q : Qualifié « directement » au prochain tour (ou à la prochaine compétition), lors d'une compétition majeure, grâce au classement ou à la réalisation des minima (automatic qualifier)
- q : Qualifié au prochain tour (ou à la prochaine compétition), lors d'une compétition majeure, grâce au repêchage ou à la réalisation de l'une des meilleures performances parmi celles des « non qualifiés directement » (grâce au meilleur temps ou à la meilleure distance par exemple) (secondary qualifier)